# São Vicente e Ventosa
São Vicente e Ventosa ist eine Gemeinde (Freguesia) im portugiesischen Kreis Elvas. In ihr leben 732 Einwohner (Stand 19. April 2021).